# Weg berühmter Persönlichkeiten (Bonn)
Im Rahmen einer gemeinsamen Aktion des Bonner General-Anzeigers und der Stadt Bonn wurde im Juli 2004 der Weg berühmter Persönlichkeiten in der Bonngasse eingeweiht. Aus einer Liste mit 32 Namensvorschlägen, die vom Bonner Kulturrat erarbeitet wurde, wählten die Leser des General-Anzeigers die 16 „Köpfe“, die heute in der Bonngasse zu sehen sind. Die ersten fünf Bodenplatten wurden bereits zur Eröffnung des Weges 2004 eingelassen, weitere elf im Juli 2005. Der Weg wurde im August 2007 nach der Umgestaltung der Friedrichstraße nochmals um sechs Köpfe erweitert. Im Mai 2015 wurde der Weg um ein 23. Element erweitert.
Die Tafeln in der Bonngasse von Norden nach Süden (aufgelistet beginnend vom Suttner-Platz in Richtung Sternstraße):
Bertha-von-Suttner-Platz
| Person                      | Bild | Stifter                                                | Weitere Informationen                                                                                                   |
| --------------------------- | ---- | ------------------------------------------------------ | --- |
| Robert Schuman (1886–1963)  |      | Regionalvertretung der Europäischen Kommission in Bonn | Am 9. Mai 2015 enthüllt, anlässlich des 65. Jahrestages Schumans historischer Erklärung für die Neukonstruktion Europas |
| Konrad Adenauer (1876–1967) |      | CDU-Kreisverband Bonn                                  | Denkmal (Bronzekopf) am Bundeskanzlerplatz                                                                              |
| August Macke (1887–1914)    |      | Margarethe und Reimut Jochimsen                        | siehe auch August-Macke-Haus; das Kunstmuseum Bonn unterhält eine Macke-Abteilung                                       |

Beethovens Geburtshaus (Bonngasse 20)
| Ludwig van Beethoven (1770–1827) |  | Stiftung Ludwig van Beethoven        | Bodentafel vor dem Digitalen Beethoven-Haus „Im Mohren“ (Bonngasse 18, Eingang 20); Denkmäler siehe hier |
| Clara Schumann (1819–1896)       |  | Hildegard Stratmann und Jens Rudolph | als Genie am Grab auf dem Alten Friedhof Bonn                                                            |

Friedrichstraße
| Felix Hausdorff (1868–1942)                        |  | Carola Nathan                               | Grab auf dem Poppelsdorfer Friedhof              |
| Friedrich August Kekulé von Stradonitz (1829–1896) |  | Kanzlei Schmitz, Knoth, Wüllrich, Marquardt | Denkmal vor der Alten Chemie, Meckenheimer Allee |

Namen-Jesu-Kirche
| Johanna Kinkel (1810–1858)     |  | Bettina Neusser-Eimermacher                  | Medaillon in Oberkassel an der Bildsäule ihres Mannes Gottfried                         |
| Willy Brandt (1913–1992)       |  | SPD-Unterbezirk Bonn                         |                                                                                         |
| Annemarie Schimmel (1922–2003) |  | Hedy Braun                                   |                                                                                         |
| Ernst Moritz Arndt (1769–1860) |  | Hermann Neusser                              | Denkmal auf dem Alten Zoll, Ernst-Moritz-Arndt-Haus an der Adenauerallee                |
| Marie Kahle (1893–1948)        |  | Lore Maier                                   |                                                                                         |
| Alexander Koenig (1858–1940)   |  | Zoologisches Forschungsmuseum A. Koenig Bonn | Gründer des nach ihm benannten Naturkundemuseums                                        |
| Clemens August (1700–1761)     |  | Hans-Dietrich P. Beyer                       |                                                                                         |
| Peter Joseph Lenné (1789–1866) |  | Karl Moog                                    | Marmorbüste am Brassertufer und im Botanischen Garten, Geburtshaus in der Konviktstraße |
| Robert Schumann (1810–1856)    |  | Hildegard Stratmann und Jens Rudolph         | Bronze-Kopf vor dem Schumannhaus in Endenich                                            |

Sternstraße
Die Tafeln in der Friedrichstraße, beginnend an der Bonngasse in Richtung Wenzelgasse:
Bonngasse
| Person                              | Bild | Stifter                                            | Weitere Informationen                                                                   |
| ----------------------------------- | ---- | -------------------------------------------------- | --------------------------------------------------------------------------------------- |
| Hermann von Helmholtz (1821–1894)   |      | Helmholtz-Gemeinschaft Deutscher Forschungszentren | Gedenktafel am Beethoven-Gymnasium Bonn zu Hermann von Helmholtz                        |
| Theodor Heuss (1884–1963)           |      | Lions-Club Bonn                                    | Theodor Heuss ist Ehrenbürger der Stadt Bonn                                            |
| Wolfgang Paul (1913–1993)           |      | Dr. Doris Walch-Paul                               | Nach ihm wurde ein Hörsaal der Rheinischen Friedrich-Wilhelms-Universität Bonn benannt. |
| Gottfried Kinkel (1815–1882)        |      | Bonner Medienclub                                  | Denkmal im Geburtsort Oberkassel                                                        |
| Christian Gottlob Neefe (1748–1798) |      | Lese- und Erholungs-Gesellschaft Bonn              | Er war Gründungsmitglied der Bonner Lesegesellschaft                                    |
| Karl Joseph Simrock (1802–1876)     |      | Hochkreuz Augenklinik                              |                                                                                         |
| Adelheid von Vilich (um 1000)       |      | Michael Dörr (Pfarrer an Sankt Peter, Bonn-Vilich) | Gedenktag 5. Februar                                                                    |

Wenzelgasse